# Штолько Валентин Григорович
Валенти́н Григо́рович Штолько́ (нар. 14 листопада 1931 , Вікнина, Джулинський район  — 23 січня 2020 , Київ  — 23 січня 2020, Київ) — український художник-архітектор, доктор архітектури, народний архітектор України. Президент Української академії архітектури.

## Біографія
Народився 14 листопада 1931 року в селі Вікнина, нині Гайворонський район, Кіровоградська область, Україна.помер 23 січня 2020, Київ, похований на Байковому кладовищі 33 ділянка
- У 1956 році закінчив Київський художній інститут.
- У 1963—1987 роках працював архітектором зонального Науково-дослідного інституту експериментального проектування.
- З 1987 року — головний архітектор України.
- У 1992—2020 — президент Української академії архітектури[2].

## Проекти
Розробив та впровадив понад 100 проектів готельних, житлових, спортивних, глядацьких, культових та інших типів будівель та споруд. Серед них:
- готель «Тарасова гора» в Каневі — 1962,
- готель «Турист» у Черкасах — 1967,
- готель «Градецький» у Чернігові — 1980;
- Подільський критий ринок і Легкоатлетичний манеж у Києві — 1980. Ці споруди проектовані ним у співавторстві.
- Критий ринок у Чернівцях — 1981,
- Павільйон «Україна» на міжнародному фестивалі молоді і студентів у Москві, 1982[уточнити],
- готель «Спортивний» у Києві, 1986[уточнити],
- житловий район Прибережний в Білій Церкві — 1989,
- готель «Спорт» у Києві — 1992; з них два останні у співавторстві[2],
- Пам'ятник Жертвам фашизму в Прилуках, 1978,
- Монумент тисячоліттю Лубен, 1988.

Загалом ним розроблено та впроваджено понад 100 проектів.
Є автором 12 винаходів у галузі інноваційних великопрогонових систем покриттів.

## Нагороди, премії, почесні звання
- 2004 — орден «За заслуги» ІІІ ступеня[4].
- 1981 — Державна премія СРСР.
- 1983 — Державна премія України в галузі науки і техніки.
- 1984 — Державна премія України ім. Т. Г. Шевченка в галузі архітектури (за готельний комплекс «Градецький» у Чернігові, спільно з Аллою Грачовою, Олександром Кабацьким, Володимиром Ральченком, Володимиром Слободою, Ігорем Любенком)[2].
- 1986 — Премія Ленінського комсомолу України імені М. О. Островського з архітектури.
- 1982 — Заслужений архітектор УРСР[5].
- 1998 — Народний архітектор України[6].
- 2007 — Державна премія України в галузі архітектури[7].
- Золота медаль Академії мистецтв України[3].
- 1995 — Іноземний член Російської академії архітектури і будівельних наук.
- 1997 — Професор, почесний член Міжнародної академії архітектури.

## Публікації
Автор низки теоретичних праць з питань архітектури.

### Книги
- Покриття з тканин та плівок. — К. : Будівельник, 1966.
- Тентовые оболочки / В. Г. Штолько ; Зонал. науч.-исслед. и проект. ин-т типового и эксперимент. проектирования жилых и обществ. зданий. — К. : [б. и.], 1966. — 18 с. : ил. — Б. ц. — На обл. и тит. л. авт. не указаны.
- Архитектура сооружений с висячими покрытиями / В. Г. Штолько. — К. : Будівельник, 1979. — 151 с. : ил. (рос.)
- Конструктивні рішення будов та споруд, 1995[уточнити];
- Архітектурні конструкції цивільних споруд, 1996[уточнити].
- Перспективные направления проектирования общественных зданий: сб. науч. тр. / КиевЗНИИЭП Госгражданстроя ; редкол.: В. Г. Штолько [и др.]. — К. : КиевЗНИИЭП, 1987. — 98 с. : рис.
- Перспективные направления проектирования общественных зданий: сб. науч. тр. / редкол.: В. В. Куцевич (отв. ред.), В. Г. Штолько [и др.] ; Госкомархитектуры при Госстрое СССР. — К. : КиевЗНИИЭП, 1990. — 92 с. : рис. (рос.)
- Перспективные направления проектирования общественных зданий: сб. науч. тр. / КиевЗНИИЭП ; редкол.: В. В. Куцевич (отв. ред.), В. Г. Штолько [и др.]. — К. : КиевЗНИИЭП, 1992. — 128 с. : рис. (рос.)
- Перспективные направления проектирования жилых и общественных зданий: сб. науч. тр. / КиевЗНИИЭП ; редкол.: В. В. Куцевич (отв. ред.), В. Г. Штолько [и др.]. — К. : КиевЗНИИЭП, 1995. — 116 с. : рис., табл. (рос.)
- Эстетика жилой среды. Перспективные направления в проектировании и строительстве: сб. науч. тр. / КиевЗНИИЭП, Госкомархитектуры ; редкол.: В. Г. Штолько [и др.]. — К. : КиевЗНИИЭП, 1988. — 86 с. : рис. (рос.)

## Автореферат дисертації
- Исследование архитектурно-конструктивных решений тентовых покрытий: автореф. дис. … канд. архитектуры / В. Г. Штолько ; науч. рук. Н. Б. Чмутина ; науч. консультант П. М. Сосис ; КИСИ. — К. : КИСИ, 1967. — 20 с. (рос.)

## Вибрані публікації в періодични хвиданнях
- Українській академії архітектури — 10 років / В. Г. Штолько // Особняк. — 2002. — № 1. — С. 5–12.
- Досвід інноваційної діяльності КиївЗНДІЕП / В. Г. Штолько // Будівництво України: наук.-виробн. журн. — 2008. — № 9. — С. 17–20 : іл.
- Архітектурно-містобудівні аспекти розміщення висотних будинків і споруд у Києві / В. Г. Штолько // Нові технології в будівництві: Науково-технічний журнал. — 2009. — № 1/2. — С. 6–15 : іл.